# Transgaz
Societatea Naţională de Transport Gaze Naturale Transgaz S.A. ist ein rumänisches Unternehmen mit Firmensitz in Mediaș.
Das Unternehmen ist im Erdgassektor tätig und seit 2007 im rumänischen Aktienindex BET-20 an der Bukarester Börse gelistet. Transgaz ging im Jahr 2000 aus der Restrukturierung der staatlichen Erdgasgesellschaft Romgaz hervor.
Das Unternehmen beschäftigt rund 4.600 Mitarbeiter (Stand: 2017) und ist Mitglied im Verband Europäischer Fernleitungsnetzbetreiber für Gas. Eigentümer der Gesellschaft ist zu 58,51 Prozent das rumänische Wirtschaftsministerium – die restlichen 41,49 Prozent verteilen sich auf Aktionäre. Der Jahresumsatz beträgt 467 Millionen Euro (2017).

## Pipelines
Das Pipeline-Netz der Transgaz umfasst rund 13.000 Kilometer und ist an folgende Nachbarländer angeschlossen:
- Ungarn (Arad–Szeged-Pipeline)
- Ukraine (Czernowitz-Siret-Pipeline)
- Bulgarien (Negru Vodă und Giurgiu–Ruse-Pipeline)
- Moldau (Iași-Ungheni-Pipeline, 2014 eröffnet)

Transgaz war Partner des mittlerweile eingestellten Projektes der Nabucco-Pipeline.
2016 wurde das Projekt zur Errichtung einer Pipeline von Rumänien über Bulgarien und Ungarn nach Österreich, die BRUA-Pipeline, unter Beteiligung von Transgaz ins Leben gerufen. Diese soll ab 2020 Erdgas aus dem Schwarzen Meer Richtung Westen exportieren.